# Curtoceras
Curtoceras es un género de moluscos nautiloideos fósiles perteneciente a la familia Trocholitidae. Se encuentran ampliamente distribuidos en América del Norte y el norte de Europa entre finales del Ordovícico temprano y el Ordovícico medio. Curtoceras tiene una concha que se expande gradualmente, con la mitad de la cámara habitación madura divergente de la vuelta precedente. Las secciones del verticilo son casi equidimensionales y el margen interno (dorso) está moderadamente impreso. La superficie puede ser lisa o débilmente estriada. El sifúnculo es ventral en la cámara inicial y se vuelve dorsal después de una vuelta.